# Monumento a la Revolución

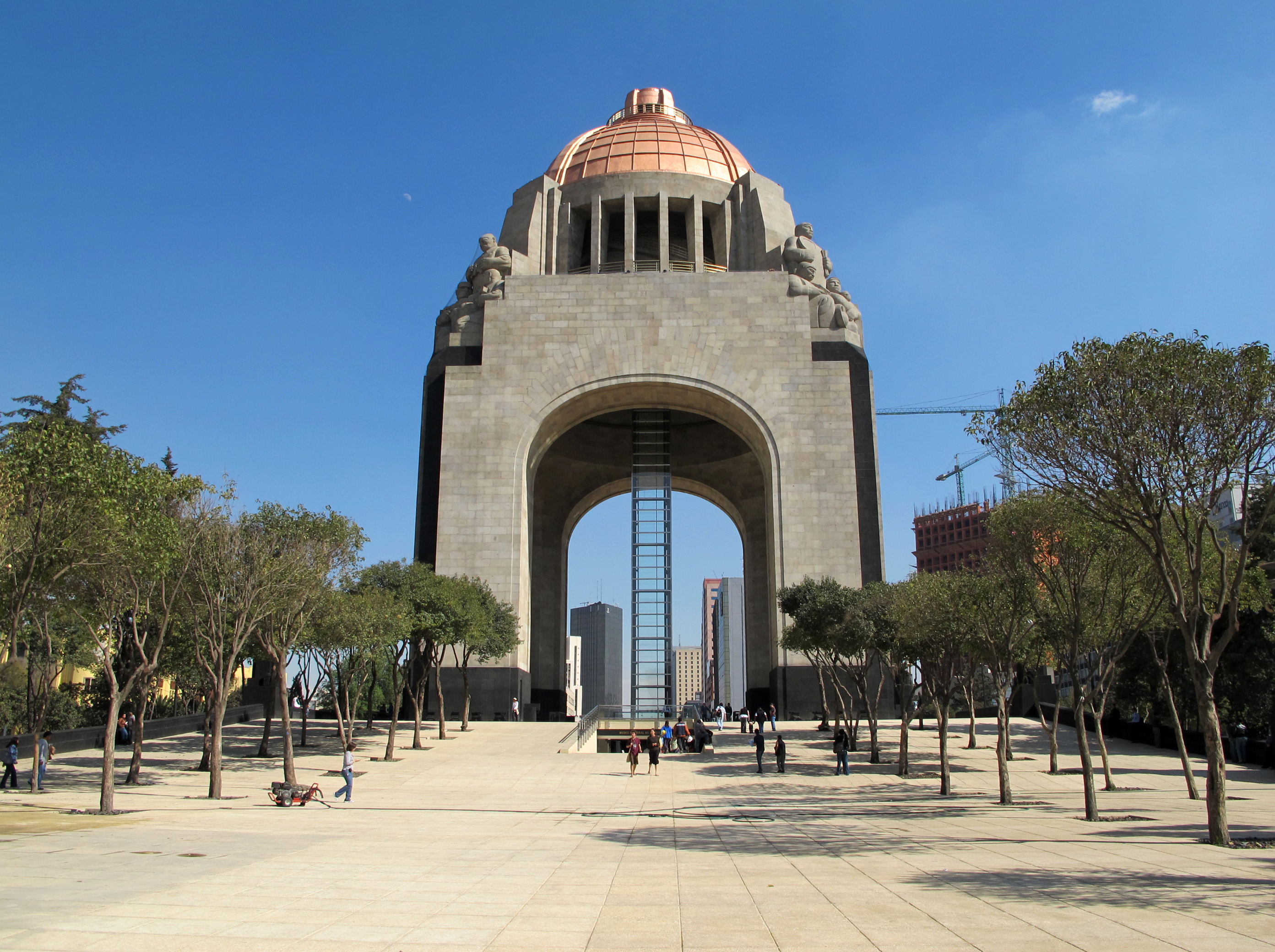
"Monumento a la Revolución"

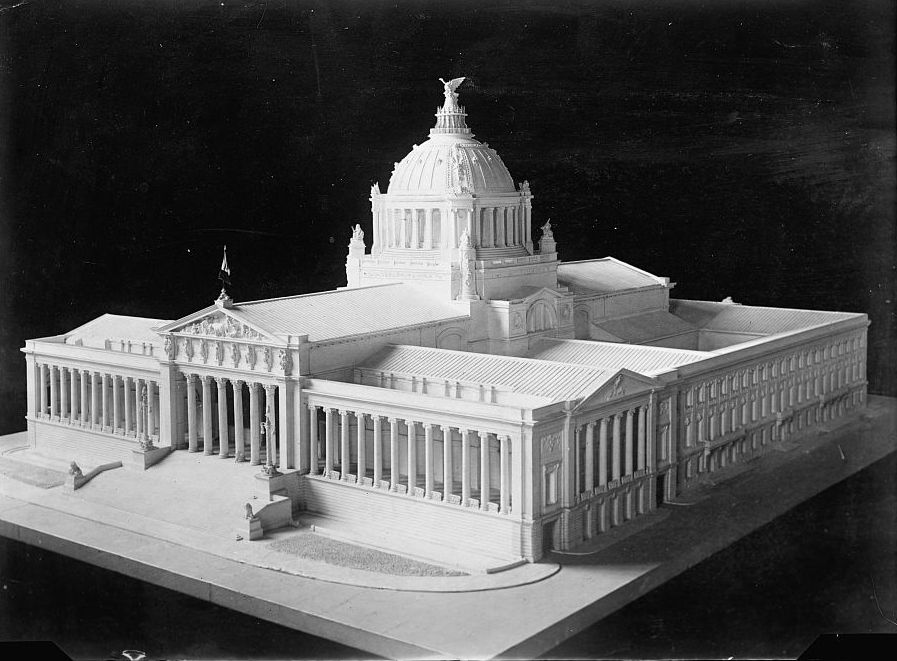
Modell des ursprünglich geplanten Palacio Legislativo von Émile Bénard

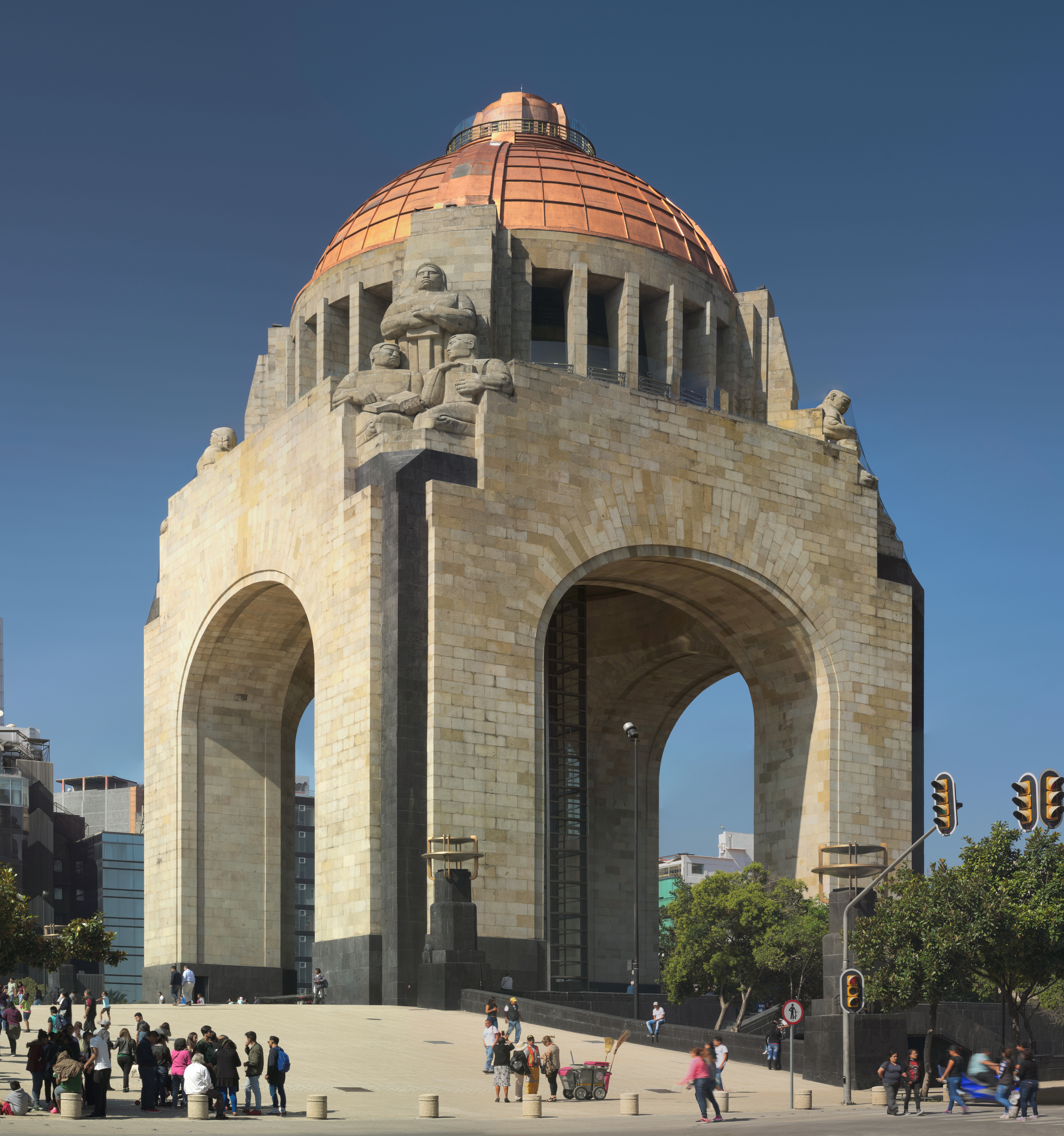
"Monumento a la Revolución"

Das Monumento a la Revolución (Denkmal der Revolution) ist ein großes Bauwerk aus den 1930er Jahren im Zentrum der mexikanischen Hauptstadt Mexiko-Stadt zur Erinnerung an die Mexikanische Revolution und Ehrengrabstätte ihrer Revolutionäre.
Das 65 m hohe Denkmal befindet sich auf der Plaza de La República im Stadtteil Cuauhtémoc. Drei große Hauptstraßen, Paseo de la Reforma, Avenida Puente de Alvarado und Avenida de los Insurgentes umfassen den westlich des Parks Alameda Central gelegenen Bezirk, in welchem es sich befindet. Während der Regierungszeit des Präsidenten Porfirio Díaz war hier in Anlehnung an das US-Kapitol in Washington mit dem Bau eines Palacio Legislativo, eines großen Parlamentsgebäudes im neoklassizistischen Stil begonnen worden. Es beruhte auf den Plänen des französischen Architekten Émile Bénard. Die Grundsteinlegung dazu war 1910 erfolgt, doch schon 1911 mussten die Bauarbeiten auf Grund der mexikanischen Revolution wieder eingestellt werden.
In den dreißiger Jahren begann man mit dem Abriss der Seitenflügel. Gleichzeitig erfolgte eine Umplanung durch den mexikanischen Architekten Carlos Obregón Santacilia. Vom großen Parlamentsgebäude blieb nur das Stahlskelett der Vierung einer Kuppelhalle übrig. Diese auf vier Pfeilern ruhende, begehbare Kuppel wurde in abgewandelter Form in einer Stilmischung aus Art déco und mexikanischem Revolutionsstil zwischen 1932 und 1938 fertiggebaut. Oben an den Enden der vier Eckpfeiler wurden vom Bildhauer Oliverio Martinez gestaltete Figurenreliefs angebracht. Diese repräsentieren die Unabhängigkeit, die Reformgesetze ("Leyes de Reforma"), die Agrar- und die Arbeitergesetze. In unter den Pfeilern befindlichen Krypten wurden nach und nach die sterblichen Überreste von mexikanischen Revolutionsgrößen überführt: 1942 die von Venustiano Carranza, 1960 die von Francisco Madero, 1969 die von Plutarco Elías Calles, 1970 die von Lázaro Cárdenas del Río und schließlich 1976 die von Pancho Villa. 1986 sind sieben Räume im Kellergeschoss des Denkmals zu einem Museo Nacional de la Revolución ("Nationales Museum der Revolution") ausgebaut und der Öffentlichkeit zugänglich gemacht worden.
Am 4. Dezember 2011 gab die US-amerikanische Sängerin Britney Spears ein freies Konzert, im Rahmen der Femme Fatale Tour am Denkmal. Besucht wurde dieses von 100.000 Menschen.